# 德宽路街道
德宽路街道，是中华人民共和国安徽省安庆市大观区下辖的一个乡镇级行政单位。

## 行政区划
德宽路街道下辖以下地区：
德宽社区、马山社区、腊树园社区居民委员、大观亭南社区、大观亭北社区和大王庙社区。